# مارتن هاريسون (مصور)
مارتن هاريسون (بالإنجليزية: Martin Harrison)‏ هو مصور بريطاني، ولد في 1945.